# بوبتارتس
بوبتارتس (بالإنجليزية: Pop-Tarts)‏ علامة تجارية لفطائر المحمصة مربعة الشكل سابقة الطبخ من نوع الطبيخ الجاهز قدمها شركة كلوقز عام 1964. البوبتارتس لها حشوة سكرية بين لوحتين رقيقتين من قشرة الفطيرة المربعة، ومعظم أشكالها هي مثلجة كذلك. مع أنها تباع سابقة الطبخ، إلا أنها مصممة لتسخن في محمصة أو فرن ميكرويف. تباع في أزواج في رزم من بوليستر وهي لا تحتاج إلى التبريد.
البوبتارتس هي أشهر علامة تجارية لشركة كلوقز في الولايات المتحدة حتى الآن، وتباع ملايين الوحدات كل عام. توزع البوبتارتس خصيصا في الولايات المتحدة، وإضافة إلى كندا وفنلندا وأوكرانيا والمملكة المتحدة وأيرلندا ونيوزيلندا وأستراليا.
بوبتارتس تنتج في عشرات من النكهات، بالإضافة إلى عدة نكهات محدودة الطبعة وموسمية وغير متكررة تتواجد لوقت قصير.

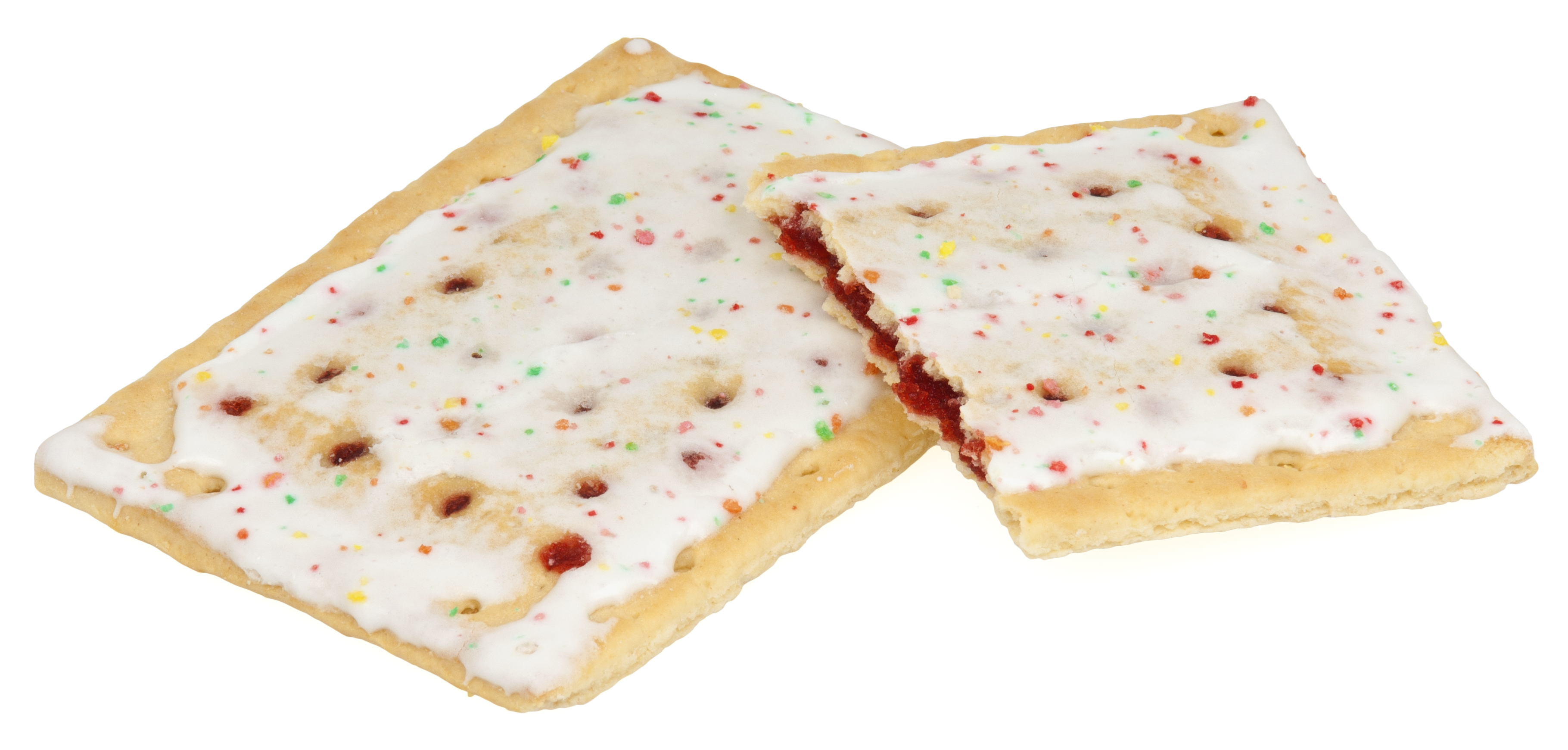
بوبتارتس بنكهة فراولة مثلجة

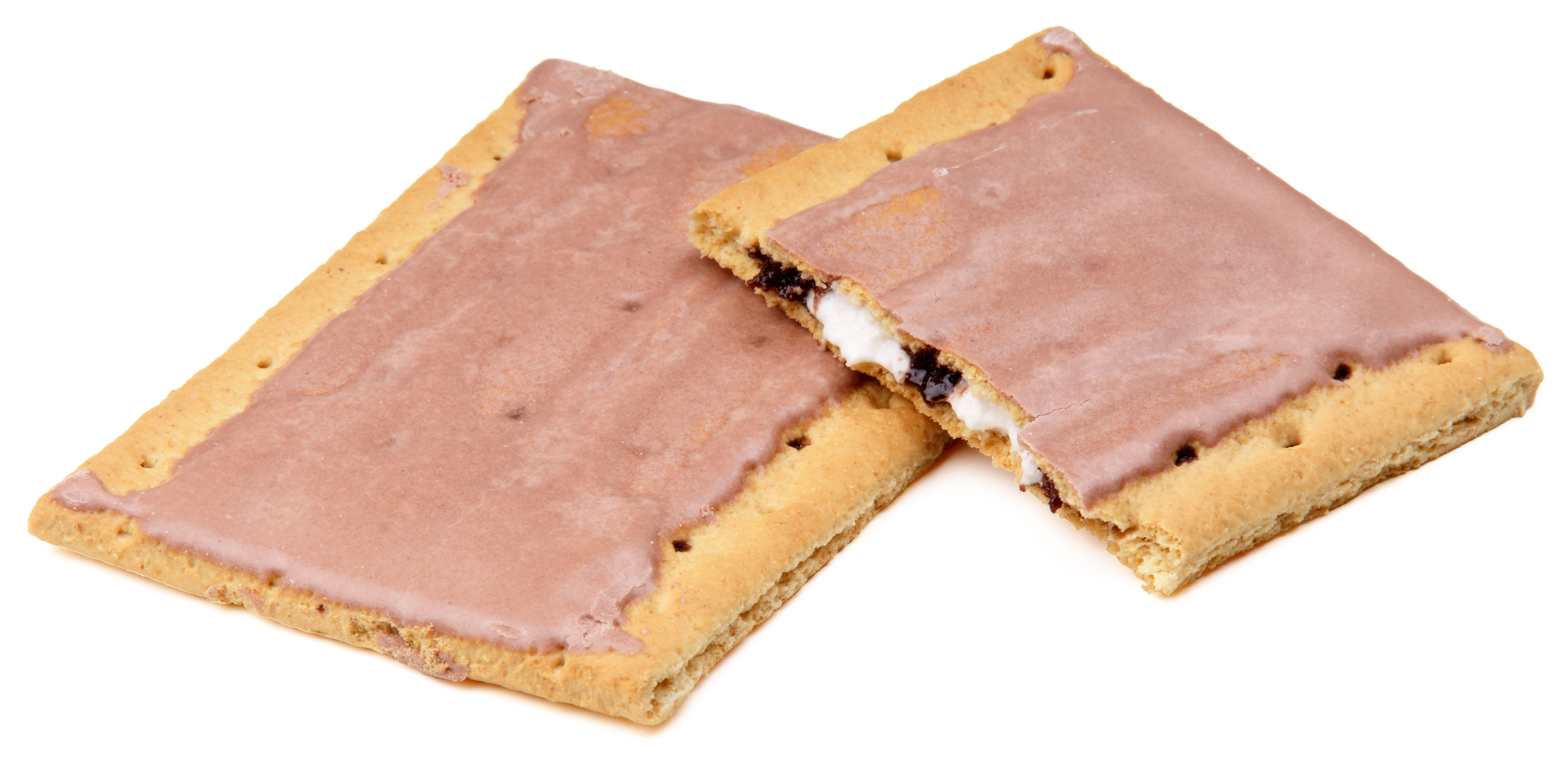
بوبتارتس بنكهة سمورز

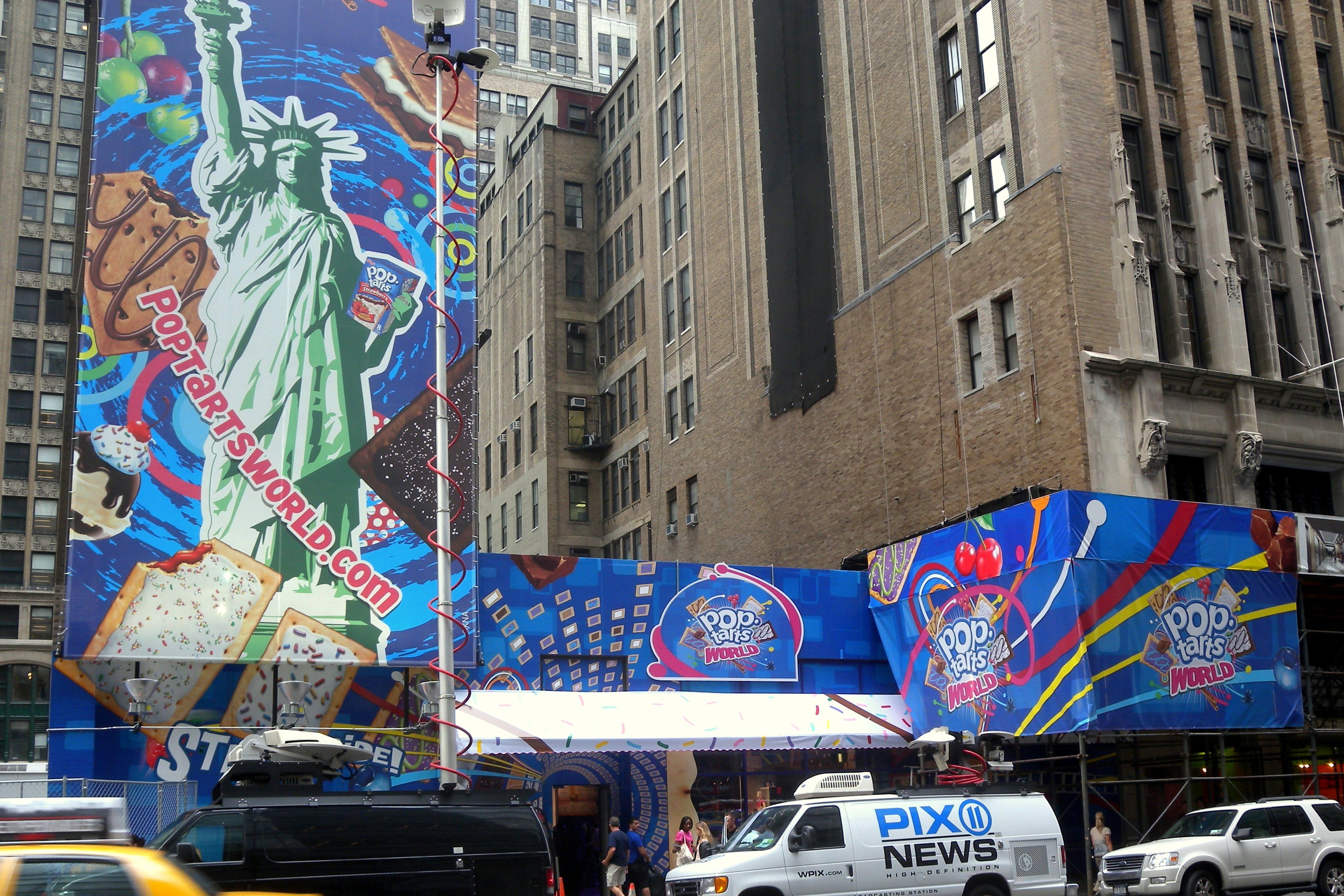
عالم بوبتارتس، نيويورك